# (32673) 6742 P-L
6742 P-L (asteroide 32673) é um asteroide da cintura principal. Possui uma excentricidade de 0.15206930 e uma inclinação de 2.39621º.
Este asteroide foi descoberto no dia 24 de setembro de 1960 por Cornelis Johannes van Houten e Ingrid van Houten-Groeneveld e Tom Gehrels em Palomar.